# Volcanic Repeating Arms Company

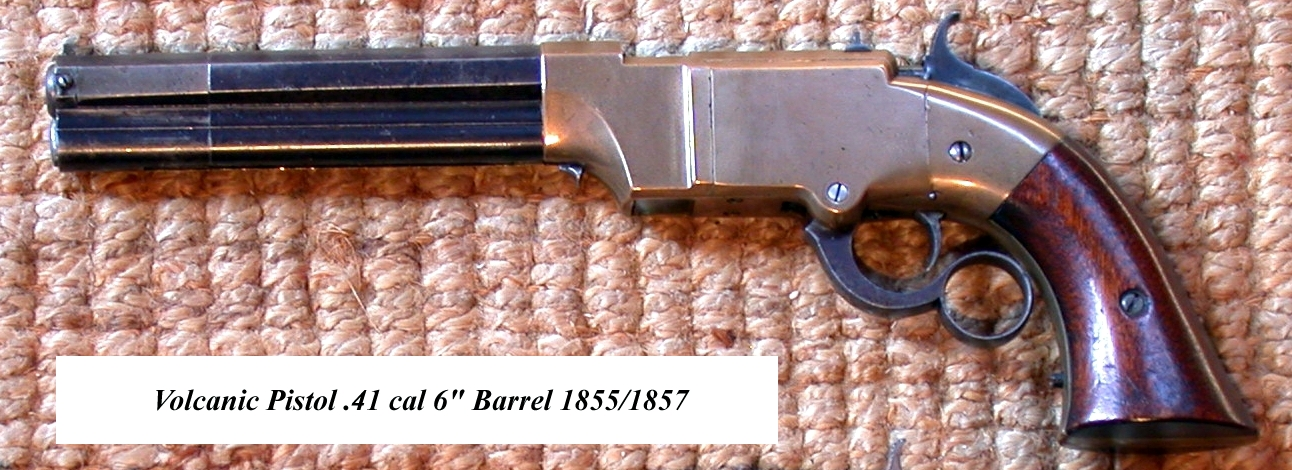
Volcanic Pistol Navy Model 41 calibre 6 Inch Barrel

La Volcanic Repeating Arms Company va ser una companyia fundada el 1855 pels socis Horace Smith i Daniel B. Wesson per desenvolupar dos invents de l'armer Walter Hunt, el cartutx  Rocket Ball Ammunition  i el mecanisme d'acció de palanca. Volcanic va fer una versió millorada de la munició Rocket Ball que consistia en una bala cònica buida plena de pólvora negra i segellada mitjançant un fulminant, apart d'una carabina i pistola amb el sistema de dispar amb acció de palanca. Mentre que la Volcanic repeating Arms Company va tenir una curta vida, els seus descendents, Smith & Wesson i Winchester Repeating Arms Company, es van convertir en uns dels fabricants d'armes de foc més importants.

## Història
L'original Volition repeating Rifle  (fusell de repetició a voluntat) de 1848 dissenyat per Hunt va ser revolucionari, introduint una interacció del principi de repetició de la palanca d'acció i el carregador tubular encara comú avui en dia. No obstant això, el disseny de Hunt distava molt de ser perfecte, i només van ser desenvolupats un parell de prototips; un sol exemplar conegut està actualment al Firearms Museum a Cody, WY.

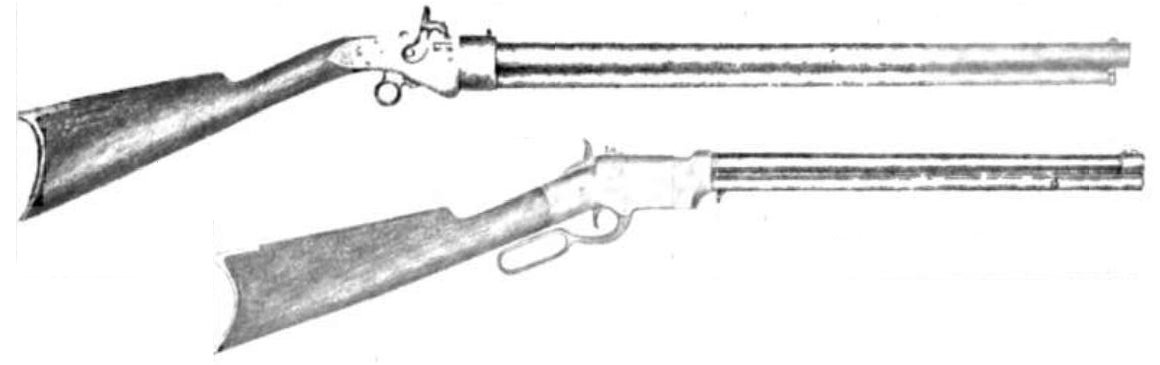
Fusells Jennings (a dalt) i Volcanic (baix)

Lewis Jennings patentar una versió millorada del disseny de Hunt el 1849, i versions de disseny de patents de Jenning van ser construïdes per  Robbins & Lawrence Co  de Windsor, Vermont, fins a 1852 (sota la direcció del supervisor de taller Benjamin Tyler Henry) i venudes per C. P. Dixon. Horace Smith també va ser contractat per Courtlandt Palmer per millorar el fusell de Jennings, patentant el  Smith-Jennings  el 1851. S'estima que menys de 2.000 d'aquests dos models es van fer fins a 1852, quan van deixar de produir-se per problemes financers.
El 1854, els socis Horace Smith i Daniel B. Wesson es van unir amb Courtlandt Palmer, un empresari que havia comprat els drets de patent del Jennings i Smith-Jennings i millorar el funcionament del mecanisme, desenvolupant la pistola Smith & Wesson Lever i el nou cartutx Volcanic. Smith va agregar un fulminant a la "Bala Coet" de Hunt i així va crear el primer cartutx metàl·lic integral, que ajuntava en una sola unitat la bala, el fulminant i la pólvora. Mentre va formar part de l'empresa, Smith va fer un avanç en incorporar un tub de coure per contenir la bala i la pólvora, amb el fulminant en una pestanya d'aquest, creant així una de les més significatives invencions en la història de les armes de foc, el cartutx metàl·lic de percussió anul·lar (el cartutx de Smith, el 22 Curt, seria introduït al mercat al costat del famós revòlver Smith & Wesson Model 1 el 1857, encara sent fabricat avui).
La producció es va realitzar a la botiga de Horace Smith en Norwich, Connecticut. El nou cartutx va millorar considerablement les prestacions respecte a l'anterior  Rocket Ball  de Hunt.
Originalment duia el nom de "Smith & Wesson Company", el nom va ser canviat a "Volcanic repeating Arms Company" el 1855, amb l'addició de nous inversors, un dels quals va ser Oliver Winchester. La Volcanic repeating Arms Company va aconseguir tots els drets dels dissenys de Volcanic (versions de fusell i pistola que seguien en producció en aquell moment), així com sobre les municions, de la companyia Smith & Wesson Co.
Wesson va romandre com a administrador de la planta durant 8 mesos abans de reunir-se amb Smith per fundar la  Smith & Wesson Revolver Company , amb l'obtenció de la llicència del  Rollin White  patent de "cilindre de càrrega posterior".
Winchester va forçar la insolvència de l'empresa Volcanic Arms Company i a finals de 1856, va assumir la titularitat i va traslladar la planta a New Haven, CT., On va ser reorganitzada com la  New Haven Arms Company  a l'abril de 1857. B. Tyler Henry va ser contractat com superintendent de la planta quan  Robbins & Lawrence  va patir dificultats financeres i Henry va deixar la seva ocupació. Sense deixar de fabricar el fusell i la pistola Volcanic, Henry va començar a experimentar amb una nova munició i va modificar el disseny de la palanca d'acció Volcanic per utilitzar-lo. El resultat va ser el fusell Henry. El 1866, l'empresa es va reorganitzar novament, aquesta vegada com la companyia  Winchester repeating Arms , i el nom Winchester va esdevenir sinònim de fusells de palanca d'acció.

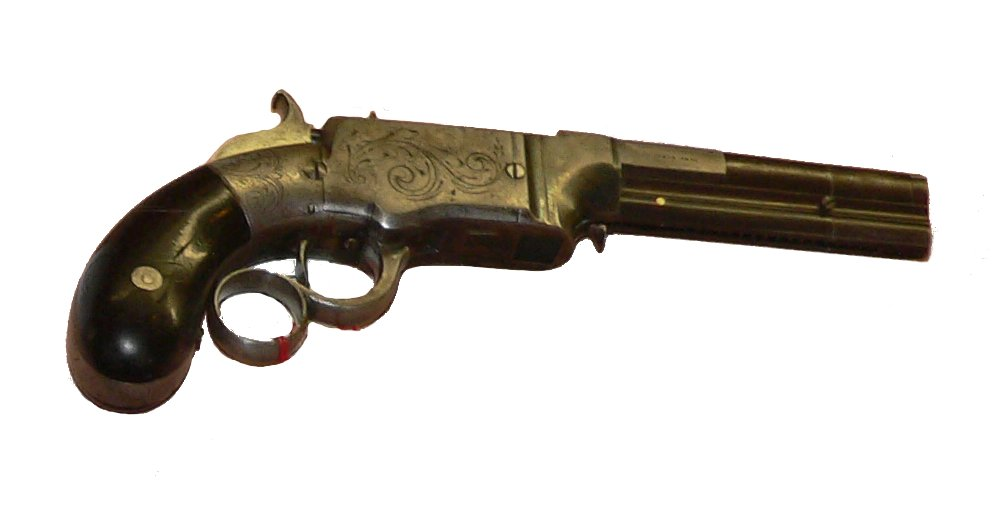
Smith & Wesson Volcanic, circa 1855, calibre 31